# Autoroute A29 (Portugal)
Pour les articles homonymes, voir A29.
L'autoroute portugaise A29 relie Canelas et l'  à Angeja et l'  en passant par Espinho, Esmoriz, Ovar et Estarreja.
L'A29 traverse le littoral nord portugais parallèlement à l' et permet de décharger celle-ci d'une partie de son trafic.
Sa longueur est de 52 kilomètres (le dernier tronçon ayant été mis en service fin 2009).
Cette autoroute n'est plus libre de péage depuis le 15 octobre 2010 (à la suite de la politique du gouvernement de supprimer les SCUT) et son concessionnaire est Aenor. Le péage est assuré par des portiques automatiques en flux libre (free-flow) et coûte 3€05.
L'A29 est l'une des autoroutes les plus chargée du pays (90 000 véhicules par jour aux heures de pointe).
Voir le tracé de l'A29 sur GoogleMaps

## Historique des tronçons
| Tronçon               | État                                              | km   |
| --------------------- | ------------------------------------------------- | ---- |
| (CRIP) - Miramar      | En service (11/2004) (Concession: Costa da Prata) | 7,5  |
| Miramar - Maceda      | En service (1995) (Concession: Costa da Prata)    | 16,3 |
| Maceda - Estarreja    | En service (10/2004) (Concession: Costa da Prata) | 17,3 |
| Estarreja - Angeja () | En service (09/2009) (Concession: Costa da Prata) | 13   |

## Trafic
| Section                          | Trafic (en véhicules par jour) en 2010 |
| -------------------------------- | -------------------------------------- |
| Angeja () - Salreu               | 36106                                  |
| Salreu - Estarreja               | 36774                                  |
| Estarreja - Ovar-Sud             | 36593                                  |
| Ovar-Sud - Ovar-Nord             | 37386                                  |
| Ovar-Nord - Maceda               | 44462                                  |
| Maceda - Esmoriz-Sud             | 56752                                  |
| Esmoriz-Sud - Esmoriz-Nord       | 56029                                  |
| Esmoriz-Nord - Espinho-Centre () | 59430                                  |
| Espinho-Centre () - Espinho-Nord | 62636                                  |
| Espinho-Nord - Arcozelo          | 69544                                  |
| Arcozelo - Miramar               | 76235                                  |
| Miramar -                        | 81734                                  |
| - Canelas                        | 41463                                  |
| Canelas -                        | 47456                                  |
| - (CRIP)                         | 37919                                  |

## Capacité
| Section          | Capacité | Longueur |
| ---------------- | -------- | -------- |
| (CRIP) - Miramar |          | 7 km     |
| Miramar -        |          | 45 km    |

## Itinéraire

Carte de l'A29

| Sorties                                     | Villes                                   |
| ------------------------------------------- | ---------------------------------------- |
| 18                                          | Porto (CRIP) Santa Maria da Feira (CRIP) |
| 17                                          | Hopital                                  |
| 16                                          | Porto Santa Maria da Feira               |
| 15                                          | Canelas                                  |
| Aire de service de Vilar do Paraíso (km 48) |                                          |
| 14                                          | Valadares - Porto                        |
| Portique de péage de Gulpilhares - € 0,50   |                                          |
| 13                                          | Gulpilhares                              |
| 12                                          | Miramar                                  |
| 11                                          | Arcozelo                                 |
| 10                                          | Espinho-Nord                             |
| 09                                          | Espinho-Centre Nogueira da Regedoura     |
| 08                                          | Esmoriz-Nord                             |
| 07                                          | Esmoriz-Sud                              |
| 06                                          | Maceda Santa Maria da Feira              |
| Portique de péage de Arada - € 0,75         |                                          |
| Aire de service de Ovar (km 26)             |                                          |
| 05                                          | Ovar-Nord                                |
| 04                                          | Ovar-Sud                                 |
| Portique de péage de Ovar - € 0,75          |                                          |
| 03                                          | Estarreja                                |
| Portique de péage de Estarreja - € 1,05     |                                          |
| 02                                          | Salreu                                   |
| 01                                          | Angeja - Aveiro Viseu                    |